# دریاچه مکه
دریاچه مکه (ترکی استانبولی: Meke Gölü) یک دریاچه در استان قونیه کشور ترکیه است.